# 山地独活
山地独活（学名：Heracleum oreocharis）是伞形科独活属的植物，为中国的特有植物。分布在中国大陆的云南等地，生长于海拔2,850米的地区，一般生长在山坡林边，目前尚未由人工引种栽培。